# Serhetabat
Serhetabat (mai demult, în turkmenă Gușgy / Гушгы, pronunțat [gușgî], iar în rusă Ку́шка, pronunțat: [kúșka]) este un orășel din Provincia Mary, din Turkmenistan, așezat în valea râului Kushka / Gușgy. Populația localității era de 5.200 de locuitori, în 1991. 
Chiar dincolo de frontiera cu Afganistanul se află localitatea Towraghondi, de care este legat printr-o cale ferată largă de 1520 mm.
Localitatea Serhetabat se află la o altitudine medie de 640 m deasupra nivelului mării.
Coordonatele sale geografice sunt:
- 35° 16′ 35″ latitudine nordică,
- 62° 20′ 0″ longitudine estică.